# Principauté de Droutsk
1101–1565
Entités précédentes :
- Principauté de Polotsk

Entités suivantes :
- Principauté de Vitebsk
- Grand-duché de Lituanie

La principauté de Droutsk (en biélorusse : Княства Друцкае), était une principauté médiévale issue de la Principauté de Polotsk située sur l'actuel territoire de la Biélorussie. Sa capitale était Droutsk, une ancienne cité à 40 kilomètres de Moguilev qui n'existe plus de nos jours.

## Histoire
La région aux alentours de la cité de Droutsk fut contrôlé par la Principauté de Polotsk au début du Xe siècle. Après la mort du prince Vseslav de Kiev, Polotsk fut divisé en six petites principautés que chacun des fils de Vseslav hérita. Rogvolod Vseslavitch hérita de Droutsk et des terres environnantes. 
À la fin du XIIe siècle, la principauté devint entièrement indépendante de la Principauté de Polotsk. Les ducs locaux jouèrent un rôle important dans la lutte pour le pouvoir contre les autres ducs ruthènes. Droutsk devint une dépendance de la Principauté de Minsk durant la deuxième moitié du XIIIe siècle puis de la Principauté de Vitebsk au début du XIVe siècle. Le Grand-duc de Lituanie Olgierd acquit Vitebsk et ses sujets, dont faisait partie Droutsk, à la suite de son mariage avec Maria de Vitebsk en 1508. Tandis que la Principauté de Vitebsk devint une partie du Grand-duché de Lituanie, Droutsk continua à exister en tant que principauté autonome au sein du Grand-duché. En 1565, une réforme administrative intégra Droutsk dans le Powiat d'Orsha, dans le Voïvodie de Vitebsk.

## Princes de Droutsk
- 1101-1119 : Boris Ier de Polotsk, fils du grand-prince Vseslav de Kiev
- 1140-1146 : Rogvolod II de Polotsk, fils de Boris Ier
- 1146-1151 : Gleb de Droutsk, fils de Rogvolod II
- 1151-1158 : Gleb de Droutsk, fils du prince Rostislav de Minsk
- À partir de 1163 : Gleb de Droutsk, fils de Rogvolod II
- 1161-1171 : Rogvolod II de Polotsk (à nouveau)
- Jusqu’en 1196 : Boris de Droutsk, fils de Gleb
- Autour de 1217 : Vojtech de Droutsk, fils du prince Boris II de Polotsk